# Pangio pangia
Pangio pangia és una espècie de peix de la família dels cobítids i de l'ordre dels cipriniformes.

## Morfologia
- Els mascles poden assolir 5,9 cm de llargària total.
- Nombre de vèrtebres: 47-52.[3][4]

## Hàbitat
Viu en zones de clima tropical.

## Distribució geogràfica
Es troba a l'Índia, Bangladesh i Myanmar.